# الجدیده (تونس)
الجدیده (به عربی: الجدیدة) یک منطقهٔ مسکونی در تونس است که در استان منوبه واقع شده‌است. الجدیده ۲۸٬۶۷۵ نفر جمعیت دارد.